# Болліген
Болліген (нім. Bolligen) — громада  в Швейцарії в кантоні Берн, адміністративний округ Берн-Міттельланд.

## Географія
Громада розташована на відстані близько 5 км на північний схід від Берна.
Болліген має площу 16,6 км², з яких на 12,4% дозволяється будівництво (житлове та будівництво доріг), 43,5% використовуються в сільськогосподарських цілях, 43,8% зайнято лісами, 0,3% не є продуктивними (річки, льодовики або гори).

## Демографія
2019 року в громаді мешкало 6286 осіб (+3,5% порівняно з 2010 роком), іноземців було 10,8%. Густота населення становила 379 осіб/км².
За віковим діапазоном населення розподілялося таким чином: 19,7% — особи молодші 20 років, 51,2% — особи у віці 20—64 років, 29,2% — особи у віці 65 років та старші. Було 2743 помешкань (у середньому 2,2 особи в помешканні).
Із загальної кількості 1590 працюючих 132 було зайнятих в первинному секторі, 252 — в обробній промисловості, 1206 — в галузі послуг.